# إدموند كوب
إدموند كوب (بالإنجليزية: Edmund Cobb) مواليد 23 يونيو 1892 في ألباكركي، الولايات المتحدة - الوفاة 15 أغسطس 1974 في لوس أنجلوس، الولايات المتحدة، هو ممثل أمريكي بدأ مسيرته الفنية سنة 1912. ظهر في قرابة 623 فيلما. امتدت مسيرته الفنية لأكثر من 54 عاما. من أعماله وايلد هورس.

## روابط خارجية
- إدموند كوب على موقع IMDb (الإنجليزية)
- إدموند كوب على موقع ألو سيني (الفرنسية)
- إدموند كوب على موقع أول موفي (الإنجليزية)
- إدموند كوب على موقع قاعدة بيانات الأفلام السويدية (السويدية)
- إدموند كوب على موقع قاعدة بيانات الفيلم (الإنجليزية)
- إدموند كوب على موقع كينوبويسك (الروسية)